# Mesumer Mark
Koordinaten: 52° 12′ 2″ N, 7° 30′ 3″ O
Das Naturschutzgebiet  Mesumer Mark liegt auf dem Gebiet der Städte Emsdetten und Rheine im Kreis Steinfurt in Nordrhein-Westfalen. Das Gebiet erstreckt sich nordwestlich der Kernstadt Emsdetten und südöstlich von Mesum, einem Stadtteil von Rheine. Nördlich verläuft die Landesstraße L 578, östlich verläuft die B 481 und fließt die Ems. Südwestlich erstreckt sich das 341,7 ha große Naturschutzgebiet Emsdettener Venn.

## Bedeutung
Für Emsdetten und Rheine ist seit 1986 ein 43,44 ha großes Gebiet unter der Kenn-Nummer ST-020 als Naturschutzgebiet ausgewiesen. 